# الکس بوگدانوویچ
الکس بوگدانوویچ (انگلیسی: Alex Bogdanovic؛ زاده ۲۲ مهٔ ۱۹۸۴)  تنیس‌باز بازنشسته اهل بریتانیا است.

## زندگی اولیه و شخصی
بوگدانوویچ در بلگراد از والدینی به نام‌های دوشان(Dušan) و امیلیا(Emilija) متولد شد که در سال ۱۹۹۲ به همراه پسر هشت ساله‌شان الکس و دخترشان اولگا، بلگراد را به مقصد بریتانیا ترک کردند. او به اصرار یکی از بهترین دوستانش در مدرسه، شروع به بازی گروهی کرد. 